# Agricola Filip
Agricola Filip, romunski general, * 21. november 1891, † 25. december 1965.